# Szent László-templom (Szob)

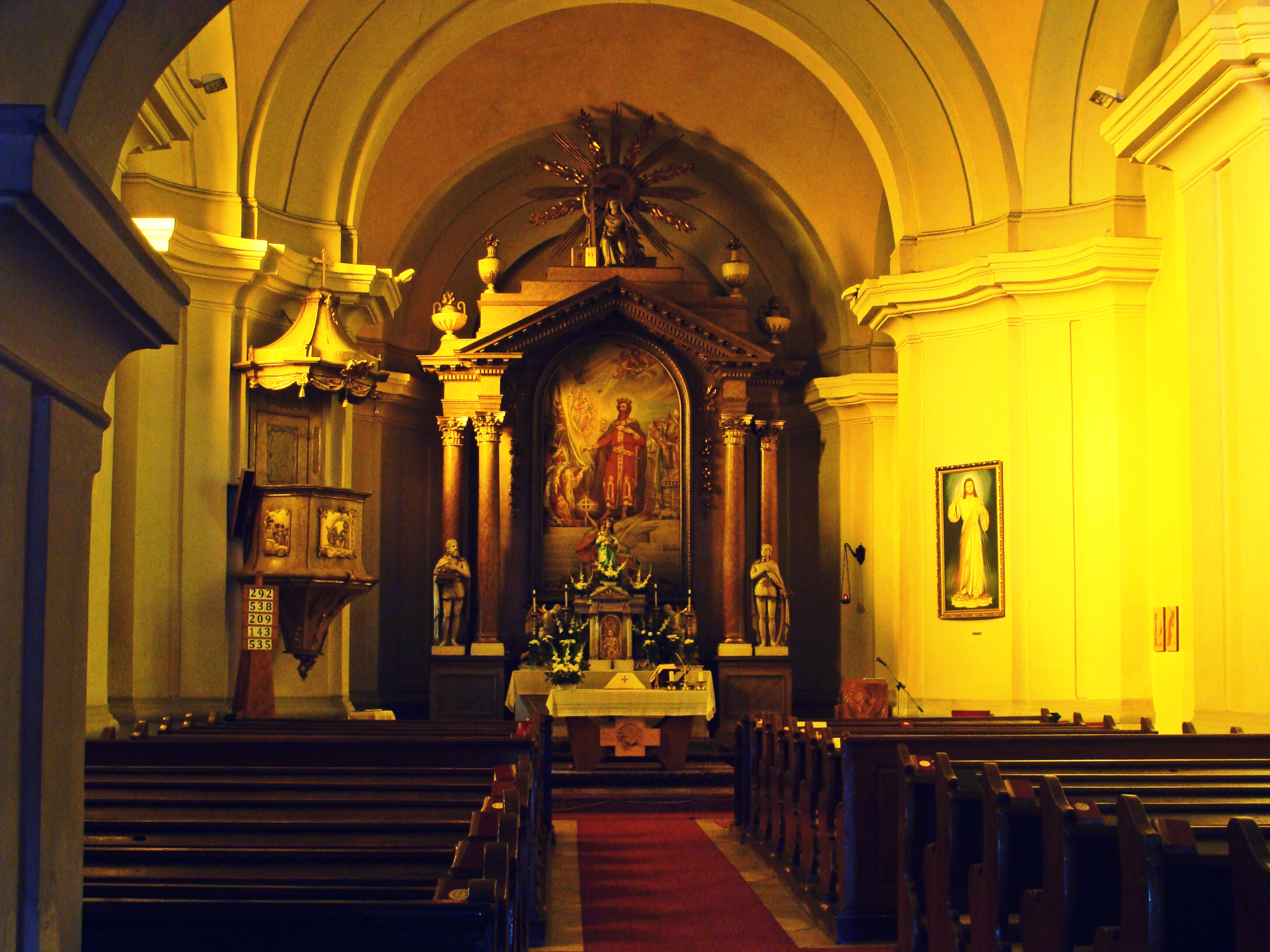

A római katolikus Szent László-templom Szob Pest vármegyei település központjában épült 1775–1778 között, barokk stílusban. 1779-ben szentelték fel Szent László tiszteletére.

## A templom építészete
A templom tornya 48 méter magas, melyben négy harang található. Délben a 650 kilós harang szólal meg, melyet Gombos Lajos harangöntő mester öntött 1958-ban, Őrbottyánban. Az egyhajós templom tornya a nyugati oldalra épült, a torony bádogból készült hagymasisakkal fedett. A szentély északi és déli oldalán egyformán kiképzett, ablakkal és bejárattal ellátott helységek vannak, a sekrestye és az oratórium. Az épületet magas lábazat veszi körül.

## A templom rövid története
Nazdrovich Kristóf idejében, 1774-ben kezdték el lerakni az alapjait. A korábbi templom valószínűleg a Luczenbacher kastély helyén állhatott, ám a Duna áradásai miatt a falu úgy döntött, hogy új templomot építenek a folyótól távolabb. A munkálatok befejeztével, 1779-ben szentelték Szent László tiszteletére. A templomban található négy harang a „Lélekharang” (még a korábbi templomból került át, 1756-ban öntötték), a „Jézus szíve”, „A magyarok nagyasszonya” (melynek felirata: Boldogasszony harangodban árva néped szíve dobban), valamint a „Szent László” (melynek felirata: Szent László, népünk szent királya, harangoddal hívj imára!) neveket viselik. 
Orgonáját 1794-ben a Rajecben működő Pazsiczky család orgonaműhelyéből rendelték meg. Az egyedülálló, barokk díszítésű hangszer kiemelten műemléki rangú. 
Az 1838-as nagy árvíz idején ezt a templomot is elérte a Duna.